# Monte Renoso
Il Monte Renoso (2.352 m), in còrso Monte Rinosu è il punto culminante del massiccio del Renoso che occupa la zona tra i colli di Vizzavona e di Verde. Si trova nel comune di Ghisoni.
Dal monte si possono ammirare diversi laghi:
- Lago di Bastani
- Lago di Rina
- Lag di Nielucci
- Lago di Bracca
- Lago di Vitalacca